# Phialidus

Schematische Darstellung eines Aspergillus-Konidienträgers

Ein Phialidus (Plural: Phialiden) ist eine flaschenförmige konidiogene Zelle bei manchen Schlauchpilzen (Ascomycota).
Die Phialiden können wie beispielsweise in der Gattung Phoma (Formgruppe Coelomycetes) im Inneren eines Gehäuses gebildet werden, aus ansonsten undifferenzierten Hyphen abzweigen, so z. B. auch aus Lufthyphen, oder z. B. als kegelförmige Auswüchse am verdickten Ende eines Konidiophors (z. B. Vesikel) gebildet werden. Ihre Länge ist konstant. Die erste Konidie entsteht enteroblasitisch im Phialidus, nach dem Abschnüren der Konidie verbleibt ein Riss in der äußeren Zellwand, der Kragen oder Colarette. Ist der Riss mehr als eine Konidienlänge vom konidiogenen Ort entfernt, entstehen die Konidien fortan endogen. Oft haftet am Ende der Phialiden eine längere Konidienkette.
Phialiden sind meist Monophialiden. Besitzen (einzellige) Phialiden jeweils mehr als ein konidiogenes Ende, werden diese als Polyphialiden bezeichnet.
Bei einigen Schlauchpilzen, wie verschiedenen Gießkannenschimmeln (Aspergillus), stehen die Phialiden in mehreren Lagen übereinander. In diesem Fall werden die Phialiden der unteren Schicht primäre Phialiden oder Prophialidus genannt. Die oberen Phialiden heißen sekundäre Phialiden.